# إشارة الإنذار عند الحيوانات

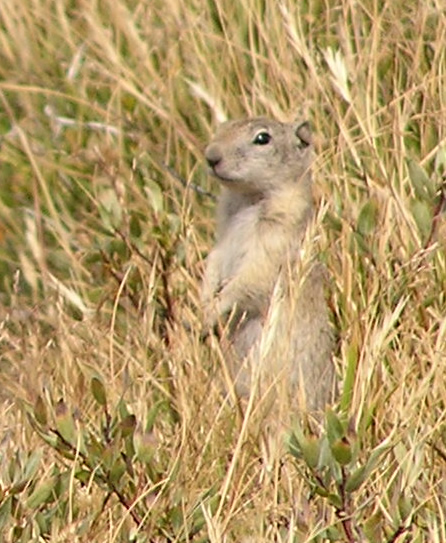
دُرست إشارات الإنذار الحيوانيَّة عند كثيرٍ من الأنواع، منها سنجاب بلدينغ الأرضي.

إشارة الإنذار عند الحيوانات هي تكيّفٌ مُضاد للضواري، وهي عبارة عن لغة تواصل حيوانيَّة تتألَّف من إشاراتٍ مُختلفة تُصدرها الحيوانات الاجتماعية كردَّة فعلٍ عند ضبط خطرٍ مُعيَّن. كثيرٌ من الرئيسيات والطيور يُصدرُ إشارات إنذار مُختلفة باختلاف نوع الخطر الذي تواجهه، وبعضها مُميزٌ ومألوفٌ عند الناس، فعلى سبيل المثال، يُعدُّ نداء الشحرور المألوف المُنذر بالخطر صوتًا شائعًا في الكثير من الحدائق العامَّة والمنزليَّة حول العالم. تستخدمُ بعض الحيوانات الأخرى مثل الأسماك والحشرات إشاراتٍ لا سمعيَّة للتحذير من خطرٍ مُحتمل، ومن تلك الإشارات الرسائل الكيميائيَّة. اقترح بعض العلماء اعتبار الإشارات البصريَّة بمثابة إشارات إنذارٍ أيضًا، لكن آخرين قالوا بأنَّ هذا لا يصح، بما أنَّ هكذا إشارت يسهل على المُفترسات ملاحظتها، ويصعب على كل أبناء الجنس تلقيها، لذا فإنها تُعد إشاراتٍ لتحذير الضواري من الاقتراب، أو لإعلامها بأنه تمَّ ضبطها وما عاد في تسللها فائدةٌ تُرجى.
تُصدرُ الحيوانات إشاراتٍ للتحذير من خطرٍ أرضيّ مُعيَّن تختلف عن تلك الإشارات المُستخدمة للتحذير من خطرٍ جويّ. غالبًا ما تستطيع الحيوانات تمييز الفرد صاحب الإنذار عن غيره من أفراد المجموعة، فتستجب لندائه إن كان موثوقًا، وتهمله إن لم يكن كذلك.
تُفيد الأدلَّة بشكلٍ واضح لا لُبس فيه أنَّ إشارات الإنذار تُعزز فُرص البقاء عبر سماحها لمُتلقيها بالهرب من الخطر المُحدق بها، غير أنَّ نظام الحماية البيئيّ هذا قد يأتي على حساب الفرد المُنادي، إذ يلفتُ نظر المُفترس إليه من بين جميع أعضاء المجموعة فيزداد احتمال افتراسه أكثر من غيره. ومما يؤكدُ هذا الكلام الدراسات التي أُجريت على السناجب الأرضيَّة ومُعدلات افتراسها، والربط بينها وبين النداءات والسقسقات الصاخبة التي تُصدرها. بالمقابل، هُناك بعض الأدلَّة التي تفيد بأنَّ نداءات الإنذار ترفع من لياقة الفرد مُصدرها.
تتخذ إشارات الإنذار عادةً شكل أصواتٍ عالية التردد، بما أنَّ هكذا أصوات يصعبُ على المُفترس تحديد موقع صاحبها، على الرغم مما يعتقده العامَّة.

## ميزات انتقائية
أثارت مسألة تكلفة وفائدة إشارات الإنذار عند الحيوانات الكثير من الجدال بين علماء الأحياء التطوريَّة الساعين إلى تفسير سبب وجود هكذا سلوك «انتحاري» يُضحي فيه حيوانٌ بنفسه في سبيل انقاذ المجموعة. والسؤال المحوريّ هو: «إن كان الهدف الأسمى لأي سلوكٍ حيوانيّ هو زيادة فرص تمرير الكائن لمورثاته إلى الأجيال المُستقبليَّة مع أقل حدٍ ممكن من الفشل، لِم عسى أن يُخاطر فردٌ مُعيَّن بهلاكه وهلاك مخزونه المورثي بالتالي، في سبيل إنقاذ أفراد آخرين ومخزونهم من المورثات؟».
استغلَّ بعض العلماء الدلائل التي يُشير إليها سلوك الإنذار عند الحيوانات ليتحدى لنظرية القائلة بأنَّ "التطوّر يعملُ فقط وبشكلٍ رئيسيّ، على مستوى المورثة، وعلى "مصلحة" المورثة في تمرير نفسها إلى الأجيال القادمة، فإن كانت نداءات الإنذار عبارة عن إيثارٍ فعليّ للمفترس، فإن فهمنا للانتقاء الطبيعي يُصبحُ أكثر تعقيدًا من مُجرّد فكرة "البقاء لأصلح المورثات".
يتسائل بعض الباحثين الآخرين، وبالأخص أولئك الداعمين لنظرية المورثة الأنانية عن مدى موثوقيَّة وجود هكذا سلوك «إيثاري»، فعلى سبيل المثال لوحظ أنَّ سعادين الڤرڤت تُصدرُ نداءاتٍ للإنذار من الضواري في بعض الأحيان، وفي أحيانٍ أخرى لا تُصدرها على الرغم من ضبط مُفترسٍ يتسلل نحوها. أشارت بعض الدراسات الحديثة أن هذه السعادين غالبًا ما تُصدر النداء عندما تكون مُحاطة بذريتها أو أقاربها، أي تلك الأفراد الحاملة لذات المورثات، كما أشارت دراسات أخرى أنَّ بعض أشكال النداءات، كالصفير المُحذّر من مُفترسٍ جويّ، التي تُصدره سناجب بلدينغ الأرضيَّة على سبيل المِثال، لا يزيد من احتماليَّة افتراس المُنادي؛ فالنداءُ مُفيدٌ له وللسامع، إذ يُخيف أو يُنذر المفترس، فيردعه.
تقترحُ نظريَّة أخرى أنَّ إشارات الإنذار تعمل على استقطاب انتباه ضوارٍ أخرى غير المُهاجم، الأمر الذي يتسبب بتقاتلها على الفريسة، فيُعطي الأخيرة فرصةً للهرب. في المُقابل، لا زال هُناك عددٌ كبير من العلماء يقترح أنَّ هذه الإنذارات ليست إلا رادعةً للضواري، فهي تجعل انتباه المجموعة كلّه يصب على المُفترس فتثنيه عن هدفه. ومما يدل على ذلك، حالة طيور الفرفر (Porphyrio porphyrio)، التي تؤدي حركاتٍ واضحة للعيان بذيلها ما أن تضبط مُفترسًا.
ما زال العُلماء يبذلون جهودًا مُضنية للكشف عن هدف وتشعبات إشارات الإنذار عند الحيوانات، لا سيَّما وأنَّ تحديد وجود سلوكٍ إيثاريّ من عدمه، من شأنه أن يُساعد العلماء على فهم السلوك الإيثاري البشري.

## السعادين ذات نداءات الإنذار

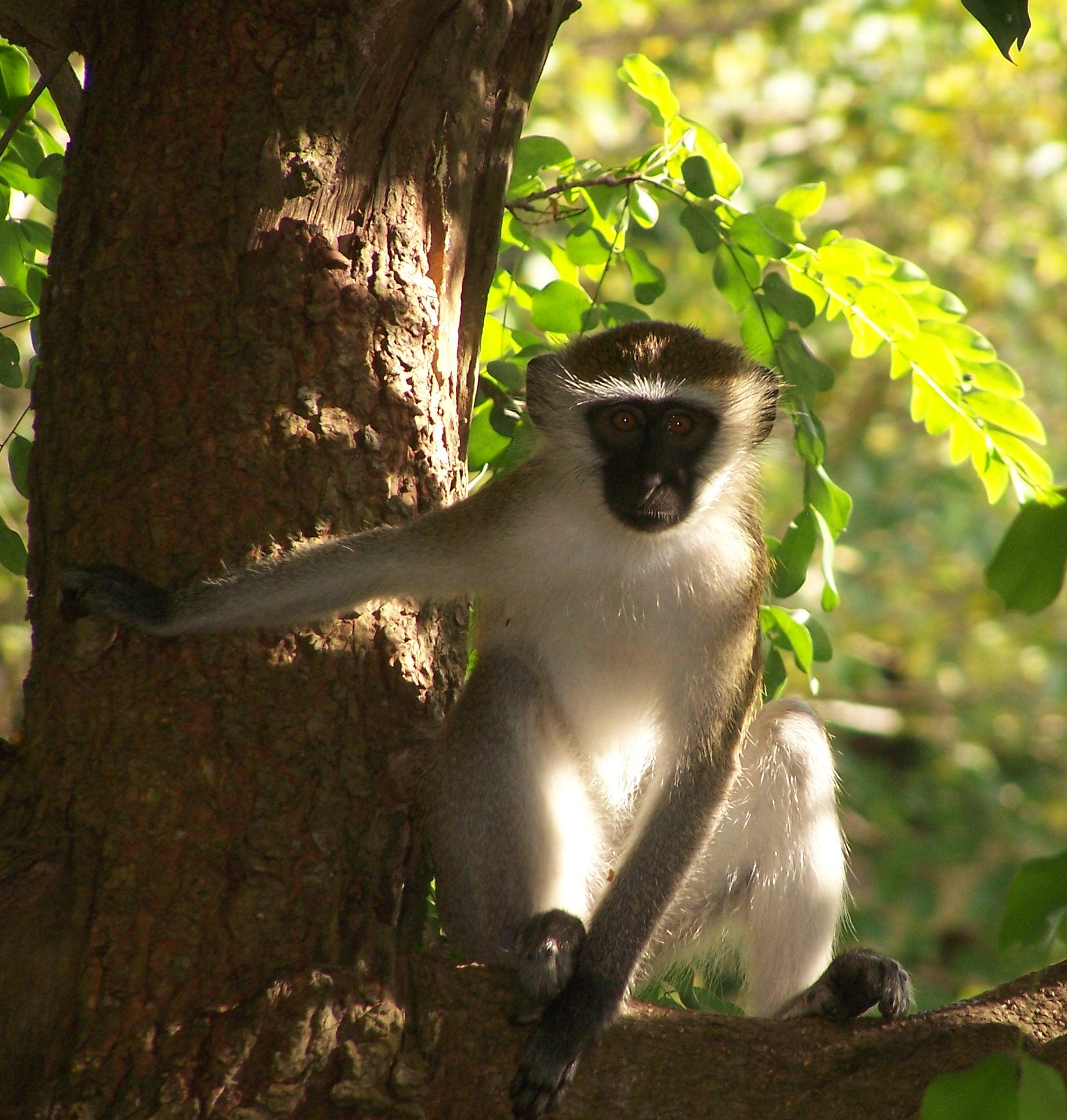
سعدان ڤرڤت في ريف مدينة دار السلام.

تُعدُّ سعادين الڤرڤت المِثال التقليديّ الأبرز عند الحديث عن نداءات الإنذار الحيوانيَّة والقُدرة الإيمائيَّة الدلاليَّة عند الحيوانات اللاإنسانيَّة. تُصدرُ هذه السعادين ثلاث نداءات مُميزة يختلف كلٌ منها عن الآخر، فإحداها تُستخدم للتحذير من النمور، والأخرى للتحذير من الأفاعي، والأخيرة للتحذير من العُقبان، وقد أظهرت الأبحاث أنَّ كُلَّ نداء يُيرُ ردَّة فعلٍ مُختلفة عند المجموعة. عندما تكون السعادين على الأرض، تستجيب للإنذار من العُقبان عبر النظر إلى السماء والهروع إلى الاختباء، وعندما يُطلقُ إنذار النمور تتطلّع حولها مُحاولةً تحديده وتهرع إلى إحدى الأشجار، أمَّا عندما يصدرُ إنذار الأفاعي، فغالبًا ما تُركّز نظرها على الأرض. وعندما تكون السعادين قابعةً على الشجرة، فإنها تستجيب لإنذار العُقبان عبر النظر لأعلى ومن ثمَّ النزول من الشجرة، وبحال ضبط نمر فإنها تفرّ نحو أعلى الأغصان التي لا تحمل ثقل السنوَّر، وتنظر للأعلى والأسفل، أمَّا حين تُضبطُ أفعى، تبقى قابعةً وتنظر للأسفل.
من أنواع السعادين الأخرى المعروفة بإصدارها نداءات إنذارٍ مُتنوّعة أيضًا: سعادين مونا الكامبليَّة (Cercopithecus campbelli)، لكنّ أسلوب إصدارها يختلفُ عن ذاك الخاص بسعادين الڤرڤت، فهي لا تُصدرُ إنذارًا مُنفصلاً لكّلَّ نوعٍ من الضواري على حدى، بل تتمتع بندائين مُميزين يتألَّف كلٌ منها من نداءاتٍ مُختلفة، تتجمَّع لتكوّن أصواتًا مُتصلة ذات معانٍ مُختلفة. اقترح بعض العلماء أن تكون هذه النداءات مُماثلةً للصرف اللغوي عند الإنسان. تُظهر هذه السعادين كذلك مقدرةً شبيهةً بمقدرة سعادين الڤرڤت على تحديد موقع الضاري، وردود فعلٍ مُلائمة تختلف باختلاف نوعه.
قال بعض العلماء أنَّ استخدام هذين النوعين من السعادين للأصوات لتحذير باقي أفراد الجماعة من الخطر لهوَ دليلٌ على تمتع الرئيسيَّات بنوعٍ من اللغة البدائيَّة. غير أنَّ هُناك بعض الأدلَّة التي تُفيد بأنَّ هذا السلوك لا يُستخدم للإشارة إلى المُفترس نفسه، بل إلى الخطر المُحدق، مما يُميّزُ النداءات عن الكلمات ويفصلها.

## نداءات الإنذار المُزيَّفة

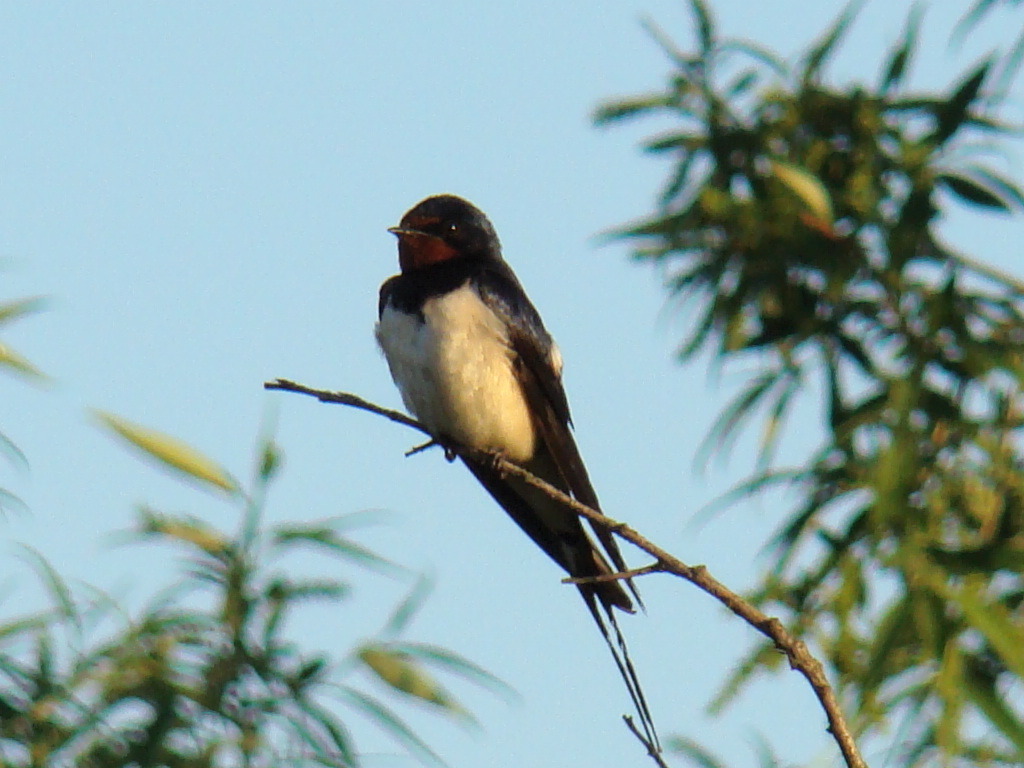
سنونوة الحظائر.

يشيعُ عند سنونوة الحظائر (Hirundo rustica) جماع الإناث مع ذكورٍ أخرى من غير شريكنها، على الرغم من أنَّ هذه الطيور أحاديَّة التزاوج، تكتفي بشريكٍ واحدٍ طيلة حياتها، فيدفعُ هذا الأمر الذكور المُفرخة إلى إصدار نداءات إنذارٍ تمويهيَّة، وهي تفعلُ ذلك عند مُغادرة الإناث منطقة التعشيش، أي الحوز الخاص بالزوجين، خلال موسم التفريخ، فتتمكن الذكور بذلك من كبح مُجامعتها مع ذكورٍ أخرى واختلاط نسبها، وعلى الرغم من أنَّ هذا يبدو مُكلفًا بالنسبة للإناث، غير أنه يُمكن اعتباره مثالٌ على الصراع الجنسي عند الحيوانات.
تستخدمُ السُمنات نداءات الإنذار الكاذبة أيضًا لتتفادى المُنافسة مع أبناء فصيلتها، فتُصدرُ نداءً كاذبًا يُستخدمُ عادةً للتحذير من الضواري الجويَّة، فتُخيف الطيور الأخرى وتجعلها تُحلّق بعيدًا، فتتمكن من الاقتيات بمفردها وبسلام.
يَظهرُ أنَّ سعادين الڤرڤت تفهمُ الغاية من وراء النداء الإنذاريّ للأنواع الأخرى، كما يبدو إنها لا تستجيب لمُجرَّد الصوت، فإن كان الإنذار الذي أصدره النوع الآخر مُرتفعًا للغاية، أو اختلفت حدته، أو لم يصدر بالأسلوب الصحيح للتحذير من مُفترسٍ مُهدد، سواء أكان جويًّا أم أرضيًّا، فإنَّ السعادين تتجنبه كما تتجنب أي إنذار أصدره أحد أبناء جنسها بطريقةٍ خاطئة.

## الإنذار الفيروموني
بعضُ إشارات الإنذار عند الحيوانات لا يُمكنُ تلقيها عبر السمع، فعلى سبيل المثال تُصدرُ حيواناتٌ كثيرة إشارات إنذارٍ هي عبارة عن مُستقبلاتٍ كيميائية، تُحملُ بواسطة الفيرومونات. فأسماكُ المنوة والسلَّور تُصدر فيرومونٍ خاص يُعرف باسم فيرومون الصدمة الماديَّة (بالألمانية: Schreckstoff)، عندما تُصابُ بجرح، مما يجعل الأسماك القريبة منها تتجمهر وتتخفى قرب قاع النهر أو البحيرة. والحيواناتُ ليست الكائنات الوحيدة التي تُحذرُ بعضها من الأخطار المُحدقة، فبعض النباتات قادرة على فعل ما يُشبه هذا. تُصدر الفاصولياء البيضاء كيمائيات تطايريَّة عندما يغزوها السوس العنكبي، فتتلقاها النباتات المُجاورة من نفس النوع، مما يسمح لها أن تتحضر لهجومٍ مُحتمل من تلك الكائنات، فتتحرك مورثاتها الدفاعيَّة لدرء الخطر، كما أنَّ هذا يستقطبُ نوعًا آخرًا من السوس من مُفترسات السوس العنكبيّ. تُصدرُ بعض النباتات إشارة إنذارٍ إلى الأنواع الأخرى بنفسها، على الرغم من احتمال قيام النباتات الأخرى باعتراض الإشارة الكيميائيَّة الصادرة فقط لاجتذاب «حماةٍ» إليها، مما يقترحُ وجود فائدةٍ غير مُباشرة من ارتفاع لياقة الأنواع المُتجاورة جمعاء.
من إشارات الإنذار الكيمائيَّة ما هو مُزيَّفٌ أيضًا، فمنَّة الخوخ الأخضر (Myzus persicae)، تردعها البطاطا البريَّة (Solatium berthaultii) عبر إصدار إشارةٍ كيميائيَّة من أوراقها تُنفرُ المنَّة وتثنيها عن هدفها.

## وصلات خارجية
- نذاءات الإنذار عن القراقف: تحملُ معلوماتٍ عن حجم ومدى خطورة المُفترس.
- رحلة الپيكة «قصَّةٌ كاملة مُرفقة بأصوات الپيكة والمرموط» 2002-10-30.
- خصائص نداءات الإنذاء عند سناجب الأرض القطبيَّة[وصلة مكسورة] Oecologi، المُجلّد 7، العدد 2 / يونيو، 1971.
- لمَ تُنادي المراميط صفراء البطن؟ دانيال ت. بلمشتاين وكينث ب. آرميتاج. كليَّة علم التصنيف وعلم البيئة، جامعة كنساس.
- نداءات سناجب بلدينغ الأرضيَّة للتحذير من مُفترسٍ جوّي: مُحاباة للأقارب أم حفاظٌ على النفس؟[وصلة مكسورة]